# Brenda Helser
Brenda Mersereau Helser, coniugata de Morelos (San Francisco, 26 maggio 1924 – 26 marzo 2001), è stata una nuotatrice statunitense.
Specializzata nello stile libero, ha vinto la medaglia d'oro ai Giochi olimpici di Londra 1948 nella staffetta 4x100 m sl.

## Palmarès
- Olimpiadi

Londra 1948: oro nella staffetta 4x100 m sl.